# 雷挺婕

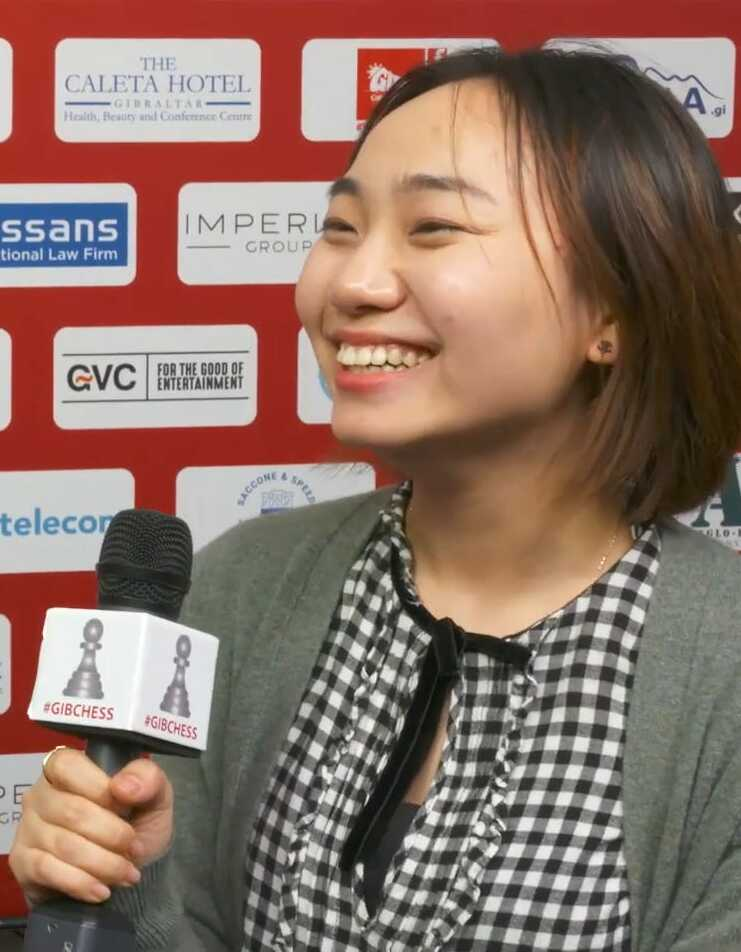
摄于2020年

雷挺婕（1997年3月13日—），重庆涪陵人，国际象棋棋手、国际象棋特级大师、女子特级大师。
2014年，雷挺婕在全国国际象棋锦标赛中获女子季军，并在第四届无锡国际女子名人赛中夺冠。同年，被授予女子特级大师称号。2015年，她在莫斯科国际象棋公开赛中获女子B组冠军。2016年12月被授予国际象棋特级大师称号。